# Пылкая католическая любовь
Пылкая католическая любовь (англ. Red Hot Catholic Love) — эпизод 608 (№ 87) сериала «Южный Парк», премьера состоялась 3 июля 2002 года. Он посвящён известному скандалу о сексуальных домогательствах в католической церкви.

## Сюжет
Картман говорит, что если засунет еду себе в анальное отверстие, то будет испражняться ртом. Кайл не верит ему, и Картман начинает эксперимент. Он засовывает еду в задницу, а затем становится около унитаза и ждёт, пока изо рта появится кал. Никто уже не верил, что у Эрика что-то получится, как вдруг в последний момент изо рта Картмана полезло что-то коричневое. Он научился испражняться ртом. Вскоре эту привычку перенимает всё взрослое население Южного парка. Когда они собираются на небольшую беседу, обязательно рядом есть корзина, куда все испражняются ртом. А по телевизору в кулинарной программе показывают, «как приготовить курицу, чтобы она легко проскользнула в анальное отверстие».
Отец Макси отправляется в Ватикан, чтобы обсудить проблему растления несовершеннолетних католическими священниками. В итоге он выясняет, что абсолютно все католические священники мира, кроме него, насилуют детей, а также поклоняются гигантской паучихе. Взрослые жители Саут-Парка становятся атеистами.

## Пародии
- Сцена, в которой Рэнди представляет священников с детьми на пароходе — пародия на заставку сериала 80-х годов «Корабль Любви».
- В сцене, в которой взрослые Саут-Парка принимают решение стать атеистами, диалог между Рэнди и Крисом Стотчем («Да, давайте убьём Бога! — Ну, э, давайте просто станем атеистами — …Без разницы») отсылает к высказыванию Ницше о смерти Бога.
- На кулинарном шоу крайне успешной в те времена Марты Стюарт, когда она начинает готовить индейку, появляются люди в чёрном и просят пройти её с ними — это напоминает о скандале на фондовой бирже, после которого Марта Стюарт села в тюрьму на 5 месяцев, а её компания понесла серьёзные убытки.
- Эпизод, в котором отец Макси преодолевает препятствия, чтобы найти свод законов Ватикана, пародирует игру Pitfall! для Atari 2600[1].
- Королева-паучиха — пародия на эпизод сериала Доктор Кто Планета пауков.

## Факты
- В этом эпизоде появляется инопланетянин: он смутно виден рядом с колоннами перед разрушением Ватикана, не считая, разумеется, делегации Гельгакомекцев-католиков.
- Библия, которую держит в руках Отец Макси во время своей финальной проповеди, точно такая же, как у родителей Кайла в эпизоде «Картманлэнд».
- Когда отец Макси преодолевает подземелья Ватикана, тексты на стенах написаны кириллицей (хотя это просто бессмысленный набор букв), а на главной двери, ведущей в подземелье, написано «Ж».